# Praktskål
Praktskål (Sowerbyella rhenana) är en svampart som beskrevs av Fuckel 1870. Praktskål ingår i släktet Sowerbyella och familjen Pyronemataceae.  Arten är reproducerande i Sverige. Inga underarter finns listade i Catalogue of Life.